# Turška grlica
Turška grlica (znanstveno ime Streptopelia decaocto) je vrsta ptice iz družine golobov (Columbidae), izvorno razširjen po Evropi in Aziji. Vrsta je znana kot pogost prebivalec človekovih naselij, ki skoraj nikoli ne gnezdi daleč od hiš.

## Opis
Je srednje velik predstavnik golobov, občutno manjša od grivarja in podobne velikosti, a vitkejša od skalnega goloba, večja pa od sorodne divje grlice. V dolžino meri 30 do 33 cm, preko peruti pa 47 do 55 cm. Skoraj po vsem telesu je rjavkasto sive do rožnato sive barve, rahlo temnejša zgoraj kot spodaj in s sivo modro krpo pod perutjo. Repna peresa so rjavkasto siva zgoraj, spodaj pa temno siva z belo konico, razen zunanjih, ki imajo belkasto konico tudi zgoraj. Najočitnejša značilnost je črn »polovratnik« z belo obrobo. Ima kratke rdeče noge in črn kljun; rdeča je tudi roženica, a je oko videti črno, saj je zenica velika in je samo od blizu vidna ozka rdeča obroba. Oko obkroža ozek pas gole kože, ki je lahko bele ali rumene barve. Spolov praktično ni mogoče ločiti po videzu, enoletni mladiči pa se od odraslih ločijo po tem, da imajo slabše razvit ovratnik in rjavo roženico.
Bližnje sorodni sta ji nubijska grlica iz podsaharske Afrike in vrsta Streptopelia bitorquata iz Jugovzhodne Azije. Od nubijske grlice jo je po izgledu skoraj nemogoče ločiti, saj je od nje samo rahlo večja in temnejša, oglašanje pa je nezamenljivo, saj nubijska grlica samo nežno prede, za razliko od znanega gruljenja turške.

## Razširjenost
Turška grlica ni selivka, se pa osebki intenzivno klatijo na krajše razdalje in v zadnjem stoletju velja vrsta za enega vélikih ptičjih kolonizatorjev. Še konec 19. stoletja je bila prisotna samo v svojem izvornem območju razširjenosti v zmernih in subtropskih predelih Azije od Turčije na zahodu do juga Kitajske na vzhodu in preko Indije do Šrilanke na jugu. Leta 1838 so jo opazili tudi v Bolgariji, vendar je Evropo poselila šele v 20. stoletju. Med letoma 1900 in 1920 se je pojavila v delu Balkana in se od tam bliskovito razširila proti severozahodu. Nemčijo je dosegla leta 1945, Veliko Britanijo leta 1953 (tri leta kasneje je tam prvič gnezdila), Irsko leta 1959 in Ferske otoke v zgodnjih 1970. letih. Nato se je širila pravokotno na to smer in do konca 20. stoletja dosegla arktični krog na Norveškem in Uralsko gorovje v Rusiji ter Kanarske otoke in Severno Afriko od Maroka do Egipta. Na vzhodu je poselila večji del srednje in severne Kitajske ter se pričela lokalno pojavljati na Japonskem (verjetno zaradi umetne naselitve). Dosegla je celo Islandijo, vendar se tam pojavlja samo kot redek gost in ne gnezdi. V Sloveniji se je prvič pojavila leta 1943 na severovzhodu in se do konca desetletja razširila po vsem ozemlju, razen višjih goratih predelov in redko poseljenih območij. Na slovenskem se zadržuje vse leto, gnezdi pa od marca do septembra.
Prepoznani sta dve podvrsti, Streptopelia decaocto decaocto v večini območja razširjenosti in Streptopelia decaocto xanthocyclus na jugovzhodu od Mjanmara do južne Kitajske. Slednja ima rumen obroč kože okrog oči, za razliko od nominalne podvrste, ki ima belega. Nekateri avtorji so včasih priznavali še dve podvrsti, Streptopelia decaocto stoliczkae (Turkestan v Srednji Aziji) in Streptopelia decaocto intercedens (razširjena od juga Indije do Šrilanke), vendar ti dve danes obravnavamo kot sinonima S. d. decaocto.

### Kot invazivna vrsta
Vrsto so v 1970. letih naselili na Bahamih, od koder se je do začetka 1980. let razširila na Florido, kjer je postala invazivna. Obale Mehiškega zaliva so še danes center severnoameriške populacije, vendar se je turška grlica od tam razširila proti severu celo do Aljaske, obal Velikih jezer in Nove Škotske. Ob tem so bolj oddaljena in razpršena opazovanja mogoče na račun ptic, ki so pobegnile iz ujetništva.

## Ekologija in vedenje
Turške grlice običajno gnezdijo blizu človekovih prebivališč, kjer je dovolj hrane in kjer so na voljo drevesa, na katerih si spletejo gnezdo. Skoraj vsa gnezda so največ kilometer od najbližjih hiš. Samica izleže dve beli jajci v gnezdo, spleteno iz vejic. Nato se s samcem izmenjujeta pri valjenju - samica vali ponoči, samec pa podnevi. Obdobje valjenja traja med štirinajst in osemnajsti dni, mladiči pa se speljejo po petnajst do devetnajst dneh v gnezdu. Kjer je hrane dovolj, se razmnožujejo celo leto, le v krajih s hladnejšim podnebjem so zimska legla redka. Običajno ima par tri do štiri zarode na leto, obstajajo pa tudi zapisi o šestih.
Vrsta je semenojeda. Turške grlice niso plašne in se pogosto hranijo v bližini človeka, tudi na krmilnicah. Največje skupine nastanejo ob kmetijah, kjer je veliko raztresenega zrnja okrog silosov ali kjer se hrani živina. Predvsem pozimi se rade zadržujejo v skupinah blizu vira hrane (poleg zrnja še semena, mladi poganjki in žuželke). Jate največkrat štejejo med 10 in 50 osebkov, opazili pa so tudi že desettisočglave jate.
Oglaša se s prepoznavnim, ponavljajočim se gruljenjem »duu-duuu...du«, po katerem je dobila tudi ime, saj fonetično nekoliko spominja na grško besedo decaocto (»osemnajst«). Med letom, predvsem tik pred pristankom, lahko tudi predirljivo zakričijo. Njihovo gruljenje zgodaj spomladi ljudje včasih zamenjajo za oglašanje zgodnjih kukavic.